# Daniel Garnero
Daniel Oscar Garnero (Lomas de Zamora, 1º aprile 1969) è un allenatore di calcio ed ex calciatore argentino, di ruolo centrocampista.

## Statistiche

### Statistiche da allenatore
Statistiche aggiornate al 21 settembre 2023. In grassetto le competizioni vinte.

#### Nazionale paraguaiana
| Squadra  | Naz                 | dal               | al       | Record | Record | Record | Record | Record | Record | Record | Record     |
| Squadra  | Naz                 | dal               | al       | G      | V      | N      | P      | GF     | GS     | DR     | % Vittorie |
| -------- | ------------------- | ----------------- | -------- | ------ | ------ | ------ | ------ | ------ | ------ | ------ | ---------- |
| Paraguay | Paraguay (bandiera) | 21 settembre 2023 | in corso | 0      | 0      | 0      | 0      | 0      | 0      | +0     | —          |

#### Nazionale paraguaiana nel dettaglio
| 2023            | Paraguay        | Qual. Mondiali 2026 | Sub.,in corso   | 0 | 0 | 0 | 0 | — | 0 | 0 | 0 |
| Dal 2023        | Paraguay        | Amichevoli          |                 | 0 | 0 | 0 | 0 | — | 0 | 0 | 0 |
| Totale Paraguay | Totale Paraguay | Totale Paraguay     | Totale Paraguay | 0 | 0 | 0 | 0 | — | 0 | 0 | 0 |

#### Panchine da commissario tecnico della nazionale paraguaiana
| Cronologia completa delle presenze e delle reti in nazionale ― Paraguay | Cronologia completa delle presenze e delle reti in nazionale ― Paraguay | Cronologia completa delle presenze e delle reti in nazionale ― Paraguay | Cronologia completa delle presenze e delle reti in nazionale ― Paraguay | Cronologia completa delle presenze e delle reti in nazionale ― Paraguay | Cronologia completa delle presenze e delle reti in nazionale ― Paraguay | Cronologia completa delle presenze e delle reti in nazionale ― Paraguay | Cronologia completa delle presenze e delle reti in nazionale ― Paraguay |
| Data                                                                    | Città                                                                   | In casa                                                                 | Risultato                                                               | Ospiti                                                                  | Competizione                                                            | Reti                                                                    | Note                                                                    |
| ----------------------------------------------------------------------- | ----------------------------------------------------------------------- | ----------------------------------------------------------------------- | ----------------------------------------------------------------------- | ----------------------------------------------------------------------- | ----------------------------------------------------------------------- | ----------------------------------------------------------------------- | ----------------------------------------------------------------------- |
| 12-10-2023                                                              | Buenos Aires                                                            | Argentina                                                               | 1 – 0                                                                   | Paraguay                                                                | Qual. Mondiali 2026                                                     |                                                                         | Cap: G. Gómez                                                           |
| 17-10-2023                                                              | Asunción                                                                | Paraguay                                                                | 1 – 0                                                                   | Bolivia                                                                 | Qual. Mondiali 2026                                                     | Antonio Sanabria                                                        | Cap: G. Gómez                                                           |
| 16-11-2023                                                              | Santiago del Cile                                                       | Cile                                                                    | 0 – 0                                                                   | Paraguay                                                                | Qual. Mondiali 2026                                                     |                                                                         | Cap: G. Gómez                                                           |
| Totale                                                                  |                                                                         | Presenze                                                                | 3                                                                       |                                                                         | Reti                                                                    | 1                                                                       |                                                                         |

## Palmarès

### Giocatore

#### Competizioni nazionali
- Campionato argentino: 1

Independiente: Clausura 1994

#### Competizioni internazionali
- Recopa Sudamericana: 1

Independiente: 1995
- Supercoppa Sudamericana: 2

Independiente: 1994, 1995

### Allenatore

#### Competizioni nazionali
- Campionato paraguaiano: 1

Olimpia: Apertura 2019
Libertad: Apertura 2021